# Eden Ben Basat
Eden Ben Basat (Hebreeuws: עדן בן בסט) (Kiryat Haim, 8 september 1986) is een Israëlisch voetballer die bij voorkeur als aanvaller speelt. Hij speelt sinds juli 2014 bij Maccabi Tel Aviv.

## Clubcarrière
Eden Ben Basat komt uit de jeugdopleiding van Maccabi Haifa. Bij die club maakte hij zijn profdebuut op 19 december 2004 tegen Hapoel Nazareth Illit. Nadien werd hij uitgeleend aan Maccabi Herzliya, Hapoel Haifa, Kiryat Shmona en Hapoel Tel Aviv. In 2011 vroeg Ya'akov Shahar, de clubpresident van Hapoel Haifa, of Ben Basat een topduo wilde vormen bij zijn club samen met Tomer Hemed. Ben Basat stemde in. In twee seizoenen scoorde Ben Basat 27 doelpunten in 60 wedstrijden voor Maccabi Haifa. In juli 2011 tekende hij een tweejarig contract bij Stade Brestois. In 50 wedstrijden scoorde hij in totaal 12 doelpunten voor de club uit Brest. Op 31 januari 2013, de laatste dag van de winterse transferperiode, tekende hij een 4,5-jarig contract bij Toulouse. Hij droeg rugnummer 9. Op 23 juli 2014 tekende hij een contract bij Maccabi Tel Aviv.

## Interlandcarrière
Op 11 september 2012 debuteerde hij voor het Israëlisch voetbalelftal in een WK-kwalificatiewedstrijd tegen Rusland. Op 12 oktober 2012 scoorde hij in zijn tweede interland meteen zijn eerste doelpunt tegen Luxemburg. Vier dagen later scoorde hij opnieuw tegen Luxemburg. Op 6 februari 2013 scoorde hij het openingsdoelpunt in een oefeninterland tegen Finland (2-1 winst). Op 22 maart 2013 scoorde hij het tweede doelpunt voor Israël tegen Portugal. Die wedstrijd eindigde uiteindelijk op 3-3.
2 Cohen ·
3 Revivo ·
4 Lemkin ·
5 Nachmias ·
6 Asante ·
7 Zahavi  ·
9 Turgeman ·
11 Yehezkel ·
13 Shlomo ·
14 Van Overeem ·
15 Malede ·
16 Kanichowsky ·
16 Patati ·
18 Stojić ·
19 Madmon ·
20 Addo ·
22 Melika ·
23 Sluga ·
27 Davidadza ·
28 Sissokho ·
33 Layous ·
36 Shahar ·
42 Peretz ·
55 Bitton ·
77 Davida ·
90 Mishpati ·
Coach: Lazetić